# Maison forte de Chaudenay
Le site de la maison forte de Chaudenay est un espace médiéval, aujourd'hui en grande partie en ruines, qui fut occupé entre les XIe et XVIIIe siècles. Il se situe dans la commune de Faverdines, au sud du département du Cher. 
Le site a été fouillé entre 1983 et 1985 par l'archéologue Yannick Rialland dans le cadre d'un sauvetage d'urgence lié à la construction de l'autoroute A71. En raison de son importance, le tracé de l'autoroute a été dévié. Cependant, cette déviation a conduit à ce que le site ne soit pas fouillé plus en profondeur dès la menace de destruction écartée. Par la même occasion, le site (les ruines et leur environnement) a été inscrit au titre des monuments historiques par arrêté le 21 août 1987.

## Historique
Il s'agit d'une des rares traces de la période féodale repérées lors de la prospection archéologique systématique du tracé de l'autoroute A71, car il y a une représentation quasi inexistante des VIIIe, IXe, Xe, XIe et XIIe siècles, c'est-à-dire de la période carolingienne et de l'époque féodale. Ce site est alors un des exemples des mottes émergeant à l'époque féodale. La vie du site ne va cependant pas s'arrêter à son existence féodale, mais évoluer au fil des siècles pour devenir un domaine nobiliaire moderne, qui sera habité jusqu'au XVIIIe siècle.

## Description
Il s’agit d’une motte accompagnée d’une basse-cour, dont les limites sont probablement visibles par un long talus curviligne de 15 à 20 m de large. Des investigations, incluant des carottages et une tranchée de 40 m de long, ont révélé des traces d’occupation s’étendant d'une période allant des XIe et XIIe siècles aux XVIe et XVIIe siècles.
La structure du site est caractéristique d'une petite seigneurie du Boischaut. Les constructeurs ont utilisé et modifié le relief naturel pour créer une plateforme solide et stratégique pour la maison forte, tout en économisant des efforts en profitant des caractéristiques naturelles du terrain. Cette plateforme est d’ailleurs très bien conservée au nord.